# Władysław Grzymałowski
Władysław Andrzej Grzymałowski (ur. ok. 1843, zm. ok. 1910), polski popularyzator historii, nauczyciel.
Był synem Juliana i Tekli z Domejków. Wychowywał się na Białorusi, przez pewien czas pracował jako nauczyciel domowy w majątku krewnych niedaleko Kowna. Był autorem szeregu prac popularyzatorskich z historii, szczególnie historii Kościoła katolickiego. Opublikował m.in. przeróbki żywotów autorstwa Piotra Skargi Nasi święci patronowie (1900), Dzieje Kościoła Powszechnego (1902), Żywoty świętych i świątobliwych (1905), adaptację młodzieżową Trylogii Sienkiewicza. Najbardziej znaną pracą Grzymałowskiego był podręcznik Dzieje narodu polskiego w krótkim zarysie dla użytku młodzieży (wydanie I 1899 pod tytułem Dzieje Polski), który mimo krytycznego przyjęcia doczekał się do 1922 jedenastu wydań.
Źródła:
- A. Łasiewicka, Władysław Grzymałowski, w: Polski Słownik Biograficzny, tom IX, 1960-1961